# 沙巴進步黨
沙巴进步党（英語：Sabah Progressive Party；简写SAPP）是马来西亚沙巴的一个政党，也是沙巴人民联盟中的其中一位成员党。

## 概述
由杨德利在1994年1月，退出沙巴团结党，同期成立沙巴进步党。2010年，该党在马来西亚下议院和沙巴州议会分别拥有两席。主要是由当地华人团体组建。2008年9月，沙巴进步党宣布退出国民阵线，成为独立政党。
于2020年9月，沙巴进步党参与组建沙巴人民联盟，也相隔13年后再度加入来自西马的政治联盟国民联盟，成为该联盟沙巴代表，不过依然无法赢得任何席位。2024年12月，沙巴进步党宣布退出国民联盟。

## 当选代表

### 州立法议会
沙巴进步党只有1名官委州议员。
| 沙巴 | -        | 官委州议员 | 杨德利   |          |          |          |
| 总数 | 沙巴 (1) | 沙巴 (1)   | 沙巴 (1) | 沙巴 (1) | 沙巴 (1) | 沙巴 (1) |